# 삼마지
삼마지(三摩地,
산스크리트어: samādhi,
팔리어: samādhi,
산스크리트어: ekāgratā,
팔리어: ekaggatā,
영어: concentration,
one-pointedness,
unification,
unification of mind)는
설일체유부의 5위 75법에서 심소법(心所法: 46가지) 중
대지법(大地法: 10가지) 가운데 하나이며,
유식유가행파와 법상종의 5위 100법에서 심소법(心所法: 51가지) 중
별경심소(別境心所: 5가지) 가운데 하나이다.
삼마지(三摩地)는 심일경성(心一境性)의 마음작용이다. 즉 마음(6식 또는 8식, 즉 심왕, 즉 심법)을 평등(平等)하게 유지하여 즉 혼침(惛沈)과 도거(掉舉)를 멀리 떠난 상태에서 그것이 하나의 대상에 전념(專念, 專住)하게 하는 마음작용이다. 달리 말하면, 마음(6식 또는 8식, 즉 심왕, 즉 심법)을 한 곳에 모아 산란하지 않게 하는 마음작용이다. 마치 뱀이 죽통(竹筒)에 들어가면 바로 펴지듯이 마음(6식 또는 8식, 즉 심왕, 즉 심법)이 삼마지에 들면 산란되지 않고 한결같게 된다. 문자 그대로 번역하여 삼매(三昧) · 삼마제(三摩提) · 삼마제(三摩帝)라 하기도 하며, 의역하여 선정(禪定) · 정(定) · 등지(等持) · 정정(正定) · 정의(定意) · 조직정(調直定) · 정심행처(正心行處)라 하기도 한다. (참고: 삼매(三昧))

## 같이 보기
- 삼매
- 3삼매
- 3해탈문
- 선정 · 4선 · 5선 · 4무색정
- 정려지
- 전의
- 열반 · 해탈 · 보리 · 반야

## 참고 문헌
- 권오민 (2003). 《아비달마불교》. 민족사.
- 세친 지음, 현장 한역, 권오민 번역 (K.955, T.1558). 《아비달마구사론》. 한글대장경 검색시스템 - 전자불전연구소 / 동국역경원. K.955(27-453), T.1558(29-1). |title=에 외부 링크가 있음 (도움말)
- 운허.  동국역경원 편집, 편집. 《불교 사전》. |title=에 외부 링크가 있음 (도움말)
- (중국어) 星雲. 《佛光大辭典(불광대사전)》 3판. |title=에 외부 링크가 있음 (도움말)
- (중국어) 세친 조, 현장 한역 (T.1558). 《아비달마구사론(阿毘達磨俱舍論)》. 대정신수대장경. T29, No. 1558, CBETA. |title=에 외부 링크가 있음 (도움말)